# Charles-Louis Sainte-Foy
Charles-Louis Sainte-Foy, nascut Charles-Louis Pubereaux, (Vitry-le-François, 13 de febrer de 1817 – Neuilly-sur-Seine, 1 d'abril de 1877) fou un tenor de l'òpera còmica que actuà durant més de trenta anys.
Estudià en el Conservatori de París i es presentà a escena per primera vegada en l'Òpera Còmica de la capital francesa el 1840, des de l'escenari del qual passà contractat a Sant Petersburg el 1869, però a la ciutat russa no fou comprès el seu art pel qual tornà a França; llavors actuà en el Follies-Dramatiques de París, en el gènere de l'opereta. El seu delicat estat de salut l'obligà a retirar-se del teatre. Encara que la seva veu nasal i desagradable, va saber treure partit d'aquest fet per assolir grans efectes còmics que li donaren molta popularitat durant trenta anys d'èxits no interromputs a París.
Entre les seves creacions hi figuren les obres: Galatée; Le Caïd; Giralda; La carillonneur de Bruges; Le pardon de Proèmel; Le fée aux roses, etc.